# Skleroptera
Skleroptera – wymarły rząd owadów, obejmujący tylko jeden znany gatunek: Stephanastus polinae. Pochodzi on z gżelu (stefanu), z późnego pensylwanu (karbon). Jego skamieniałość odnaleziono na terenie gminy Commentry we francuskim departamencie Allier.

## Taksonomia
|  | †Skleroptera                                                                                            |
|  | |
|  | \| \| chrząszcze (prawdopodobnie wraz z †Umenocoleidae) \| \| \| \| \| \| wachlarzoskrzydłe \| \| \| \| |
|  | |
|  | chrząszcze (prawdopodobnie wraz z †Umenocoleidae)                                                       |
|  | |
|  | wachlarzoskrzydłe                                                                                       |
|  | |

|  | chrząszcze (prawdopodobnie wraz z †Umenocoleidae) |
|  |                                                   |
|  | wachlarzoskrzydłe                                 |
|  |                                                   |

|  | †Skleroptera                                                                                            |
|  | |
|  | \| \| chrząszcze (prawdopodobnie wraz z †Umenocoleidae) \| \| \| \| \| \| wachlarzoskrzydłe \| \| \| \| |
|  | |
|  | chrząszcze (prawdopodobnie wraz z †Umenocoleidae)                                                       |
|  | |
|  | wachlarzoskrzydłe                                                                                       |
|  | |

|  | chrząszcze (prawdopodobnie wraz z †Umenocoleidae) |
|  |                                                   |
|  | wachlarzoskrzydłe                                 |
|  |                                                   |

Gatunek Stephanastus polinae został opisany w 2013 roku przez Aleksandra Kirejczuka i André Nel na łamach „Nature”. Umieszczony został wówczas w monotypowym rodzaju Stephanastus i monotypowej rodzinie Stephanastidae. Nazwa rodzajowa Stephanastus oznacza po grecku „należący do stefanu” – jest to piętro geologiczne w którym znaleziono skamieniałość. Epitet gatunkowy honoruje natomiast Polinę, córkę autorów opisu. Jeszcze w tym samym roku ci sami autorzy umieścili rodzinę Stephanastidae w monotypowym rzędzie Skleroptera, którego nazwa oznacza po grecku „twardoskrzydłe”.
Owad ten jest najstarszym znanym przedstawicielem bazalnych Coleopterida – kladu obejmującego chrząszcze i wachlarzoskrzydłe.

## Opis
Owad o ciele bocznie spłaszczonym. Przednie skrzydła były zesklerotyzowane, dłuższe od odwłoka, u jedynego znanego okazu miały 25,5 mm długości. Osadzone były bardzo blisko siebie. Cechy użyłkowania przednich skrzydeł to m.in. proste żyłki: subkostalna, medialna i tylna radialna, bardzo długa tylna żyłka kubitalna, sięgająca odsiebnej ⅛ części skrzydła, bardzo krótkie żyłki analne oraz bardzo duża przestrzeń między żyłką kubitalną i radialną. Na powierzchni skrzydeł występowały regularne rzędy komórek o jednakowej średnicy, które przy przednich ich krawędziach przyczyniały się do powstania żyłek wstawkowych. Charakterystyczny był także brak przykrawędziowej żyłki analnej i bardzo wąskie pole analne. Przedtułów od strony grzbietowej i większości bocznej nakryty był stosunkowo długim i jednolitym sklerytem, pozbawionym żeberek bocznych. Odnóża miały niewystające biodra i krótkie krętarze, natomiast ich uda i golenie były znacznie dłuższe niż u permskich chrząszczy. Odwłok pozbawiony był przysadek odwłokowych.

## Paleoekologia
Boczne spłaszczenie ciała, odróżniające Skleroptera od chrząszczy, sugeruje, że jako owady dorosłe zasiedlały raczej powierzchnię substratów, niż ich wnętrze.